# Platkopvissen
De familie platkopvissen (Platycephalidae) zijn zeevissen en zijn verwant aan de schorpioenvissen (Scorpaenidae) waarmee ze tot de orde der Schorpioenvisachtigen (Scorpaeniformes) horen.

## Naamgeving
De familienaam Platycephalidae is afgeleid van het Oudgrieks πλατύς (platus), 'plat' en κεφαλή (kephalē), 'hoofd/kop'. Samengevat is de benaming Platycephalidae Grieks voor "platte kop". Bepaalde soorten platkopvissen die in de buurt van koraalriffen worden aangetroffen, worden ook aangeduid als krokodilvissen. Het betreft hier met name de volgende soorten: Cociella crocodila, Papilloculiceps longiceps en Cymbacephalus beauforti.

## Anatomie
Platkopvissen zijn vissen van klein tot medium formaat. De meeste soorten zijn klein en bereiken een gemiddelde lengte van 10 centimeter. Echter, van een paar soorten, zoals van in het geslacht Platycephalus en Papilloculiceps is bekend dat ze tot een meter in lengte groeien. Hun meest opvallende karakteristiek (waarnaar ze zijn genoemd) is de afgeplatte kop aan de voorkant. Dit terwijl de rest van hun lichaam vergelijkbaar gevormd is als andere vissen die deze gebieden bewonen. Hun ogen bevinden zich boven op het oppervlak van hun kop, overeenkomstig hun ingegraven levensstijl. Zij bezitten twee volledige rugvinnen, de eerste gesteund door zes-tot-negen sterke stekels.

## Gedrag en leefomgeving
Leden van de familie worden aangetroffen in natuurlijke kustwateren verspreid over de Indische en Stille Oceaan. Een paar soorten zijn er gevangen in de oostelijke Middellandse Zee, die van de Rode Zee via het Suezkanaal gereisd zijn.

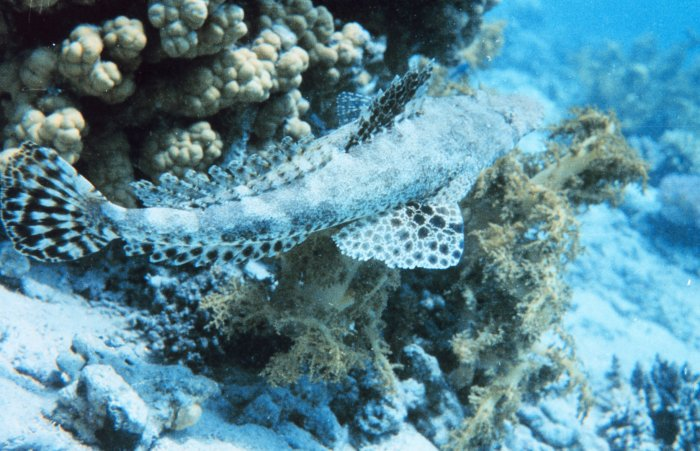
Platycephalid

De meeste leden van de familie der platkopvissen zijn zeevissen. Ze rusten vaak direct op de zeebedding en begraven zich soms gedeeltelijk in zand of modder. Zij kunnen in een brede waaier van diepten worden gevonden, die zich van diepten van 10 meters aan de rand van het continentaal plat bij diepten van bijna een derde van een kilometer uitstrekken.

## Voedsel
Platkopvissen zijn vooral vleesetend, zich voedend met kleine vissen en schaaldieren. Zij liggen in het zand begraven en te wachten, met slechts hun ogen boven het zand uitstekend. Wanneer de voorziene prooi voor de bek zwemt, wordt deze snel overrompelt in de grote bek van de platkopvis.
Er is actieve commerciële visserij ten behoeve van leden van de familie, vooral in oostelijke landen. In Japan zijn sommige soorten het onderwerp van experimentele aquacultuurprogramma's.

## Lijst van geslachten
De volgende geslachten zijn ingedeeld in de familie:
- Ambiserrula Imamura, 1996
- Cociella Whitley, 1940
- Cymbacephalus Fowler, 1938
- Elates Jordan & Seale, 1907
- Eurycephalus
- Grammoplites Fowler, 1904
- Inegocia Jordan & Thompson, 1913
- Kumococius Matsubara & Ochiai, 1955
- Leviprora Whitley, 1931
- Onigocia Jordan & Thompson, 1913
- Papilloculiceps Fowler & Steinitz, 1956
- Platycephalus Bloch, 1795
- Ratabulus Jordan & Hubbs, 1925
- Rogadius Jordan & Richardson, 1908
- Solitas Imamura, 1996
- Sorsogona Herre, 1934
- Suggrundus Whitley, 1930
- Sunagocia Imamura, 2003
- Thysanophrys Ogilby, 1898